# Burunqovaq
Burunqovaq è un comune dell'Azerbaigian situato nel distretto di Samux. Conta una popolazione di 379 abitanti.